# 藤井利彦
藤井 利彦（ふじい としひこ、1967年10月24日 - ）は、中京テレビ放送の報道記者であり元アナウンサー。大阪府豊中市出身。神戸大学卒業。血液型A型。

## 来歴
大学卒業後、1992年に中京テレビにアナウンサーとして入社。入社から11年後の2003年3月20日、第24回NNSアナウンス大賞でテレビ部門大賞を受賞した。
2006年に報道部へ異動。以後しばらくは報道部で記者を務めていたが、2011年7月の異動でアナウンス部へ戻った。
2018年6月19日、本人のブログで人事異動により、報道部に異動となることを報告した。また、藤井の最後の仕事をともにした松原朋美も同日のブログで藤井がアナウンス部を離れることを綴っている。

## 人物
- 大学時代には美術品を運搬するアルバイトをしていた。
- ボクシングのプロテスト受験を目指していたが、視力が下がったために断念した。
- ゴルフに目覚めて以来、『中京テレビ・ブリヂストンレディスオープン』で長らく実況を担当していた。報道部へ異動してからは参加していなかったが、2012年度の中継で復帰した[2]。
- 報道部へ異動する前に担当していた『特報!EXPOプレス』に実の息子を出演させたことがある。

## 過去の担当番組
- スポーツ中継（ボクシング・高校サッカー）
- 中京テレビニュースプラス1 （1995年9月まではメインキャスター、後にナレーター）
- NNNニュースダッシュ 中京テレビローカルパート（キャスター）
- そっちこっち絶品勝負!! （ナレーター）
- Chu!サイト
- ズームイン!!SUPER （キャスター）
- ほっとてれび（木曜リポーター）
- 特報!EXPOプレス（火曜メインキャスター）
- news every. 中京テレビローカルパート（リポーター・ナレーター） - 土曜版にもキャスターとして出演。
- サタメン!!! （ナレーター）
- ボイメン☆騎士 （ナレーター）
- 中京テレビ・ブリヂストンレディスオープン（実況担当）
- NEWS ZERO 中京テレビローカルパート（不定期キャスター） - 一時期担当から外れていたが、2013年4月2日放送分で復帰[3]。
- NNNストレイトニュース 中京テレビローカルパート（木曜・金曜キャスター）
- Going! Sports&News 中京テレビローカルパート
- 真相報道 バンキシャ! 中京テレビローカルパート
- キャッチ! （ナレーター・「お買い物対決」進行役）
- オードリーさん、ぜひ会って欲しい人がいるんです! （ナレーター）
- ボイメン☆MAGIC 〜夜の魔法をキミに〜 （ナレーター）